# Chr. Hansen
Chr. Hansen A/S ist ein dänisches Biotechnologieunternehmen mit Sitz in Hørsholm (Dänemark). Das Unternehmen wurde 1874 durch den Pharmazeuten Christian D. A. Hansen in Kopenhagen gegründet. Chr. Hansen liefert Lebensmittelkulturen und Enzyme für die Lebensmittelindustrie sowie mikrobielle Lösungen für die Pflanzen- und Tiergesundheit. Weiterhin stellt Chr. Hansen Lebensmittelfarbstoffe her. Das Unternehmen unterhält vier Standorte in Deutschland, diese befinden sich in Nienburg/Weser, Bonn, Rheinbreitbach und Pohlheim. Das Aromen-Geschäft wurde 2008 an Symrise veräußert.
Chr. Hansen ging 1979 erstmals an die Börse, zehn Jahre später übernahm jedoch die Lundbeck Foundation alle A-Aktien. Diese wurde hierdurch zum alleinigen Anteilseigner der Gesellschaft. Im Jahr 2005 wurde die französische Beteiligungsgesellschaft PAI partners Eigentümer der Chr. Hansen Holding A/S, welche das Unternehmen 2010 zum zweiten Mal an die Börse brachte. Größter Aktionär ist heute die Novo A/S mit einem Anteil von 26,1 %.
Im Dezember 2023 fusionierten Chr. Hansen und Novozymes zu einer neuen Firma namens Novonesis. Bis zur Fusion war Chr. Hansen im Aktienindex OMX Copenhagen 20 gelistet.